# Fieramilano
Fieramilano è la denominazione del principale polo della Fiera di Milano, inaugurato nell'autunno 2005.
È situato esternamente al territorio comunale del capoluogo lombardo, in un'area al confine tra i comuni di Rho e Pero nonostante la sua effettiva ubicazione si trovi a Cerchiate, prossimo alle autostrade A4 e A8, alla tangenziale Ovest e alla ferrovia Torino-Milano.

## Il polo fieristico
Fieramilano nasce per sostituire parte dello spazio della vecchia fiera. Sorge a pochi chilometri dalla vecchia fiera cittadina (che è stata in parte demolita e trasformata nel complesso CityLife ed in parte preservata, diventando Fieramilanocity), rispetto alla quale è molto più grande, ed è servito dalla metropolitana (linea M1 - stazione Rho Fieramilano) e dalla linea ferroviaria Torino-Milano.
Il complesso fieristico è stato progettato dallo studio dell'architetto Massimiliano Fuksas e sorge su un'area precedentemente occupata da una raffineria, di proprietà dell'Eni, chiusa definitivamente nel 1993.
I padiglioni sono organizzati attorno ad una via principale, nota come Corso Italia, che inizia in corrispondenza dell'uscita della metropolitana, sulla quale si affacciano, oltre alle aree espositive, anche punti di incontro e di ristoro.
È considerato uno dei poli fieristici più moderni e importanti in Europa nonché il quarto più grande del continente.

### I padiglioni
Il polo fieristico dispone di 20 padiglioni distribuiti in 8 grandi edifici, due dei quali a doppio piano, che mettono a disposizione in totale circa 345 000 metri quadrati lordi espositivi coperti e 60 000 all'aperto.
I padiglioni dispongono di servizi di tecnologia all'avanguardia. I padiglioni sono numerati: quelli con numero dispari si trovano sul lato sinistro, quelli con numero pari 
sul lato destro.
| Padiglioni | Padiglioni | Corso Italia | Padiglioni | Padiglioni |
| 1º piano   | 2º piano   | Corso Italia | 1º piano   | 2º piano   |
| ---------- | ---------- | ------------ | ---------- | ---------- |
| 15-13      | -          | Corso Italia | 24-22      | -          |
| 11-9       | -          | Corso Italia | 18-14      | 20-16      |
| 7-5        | -          | Corso Italia | 10-6       | 12-8       |
| 3-1        | -          | Corso Italia | 4-2        | -          |

## Expo 2015

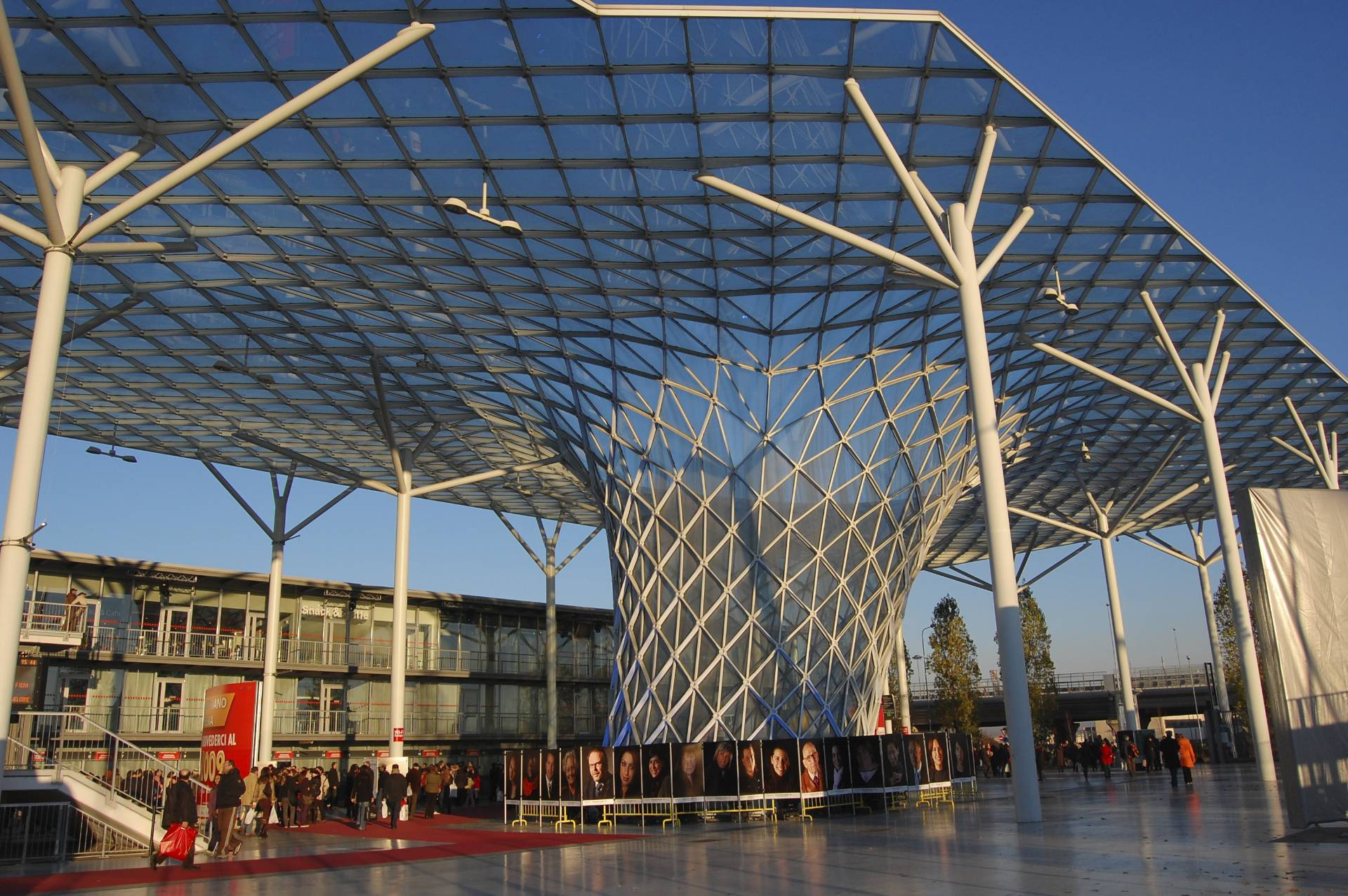
Particolare della struttura

Il sito dove sono stati montati i padiglioni dell'Expo 2015 si trova molto vicino alla fiera; si tratta di un'area anch'essa occupata in precedenza da impianti di produzione industriale, riqualificata proprio grazie all'esposizione universale.
Sempre a poca distanza dalla fiera era sorto l'Expo Village, ovvero le strutture ricettive per personale, volontari e rappresentanti dei Paesi e delle aziende espositrici. La costruzione dell'Expo Village ha previsto anche la ristrutturazione della cascina Merlata.
La fiera ha svolto un ruolo importante durante l'Expo, anche perché è stata collegata ad esso tramite un ponte pedonale che passa sopra la strada che collega la fiera alle autostrade A4 e A8.

## Arena concerti
A partire dal 2009 gli spazi all'aperto della Fiera vengono annualmente utilizzati per ospitare, oltre agli eventi espositivi, concerti e festival musicali. L'area solitamente adattata ad arena per concerti è quella specificata sulla planimetrina interna alla fiera come "Largo delle Nazioni" (Area espositiva scoperta). L'Arena ha ospitato per due anni il Rock in IdRho e il Gods of Metal nel 2011 e 2012, l'edizione dell'Heineken Jammin' Festival del 2012 e il Sonisphere Festival nel 2013. Numerosi gli artisti che si sono esibiti a Rho, tra i quali: Kasabian e Deep Purple (2009); Thirty Seconds to Mars, Iggy Pop & The Stooges, Foo Fighters, Metallica (2011); Megadeth e System of a Down (2011 e 2013); Red Hot Chili Peppers, The Cure, Guns N' Roses e Ozzy Osbourne (2012); Green Day, Iron Maiden (2013), Aerosmith (2014) e Eminem (2018).

## Trasporti

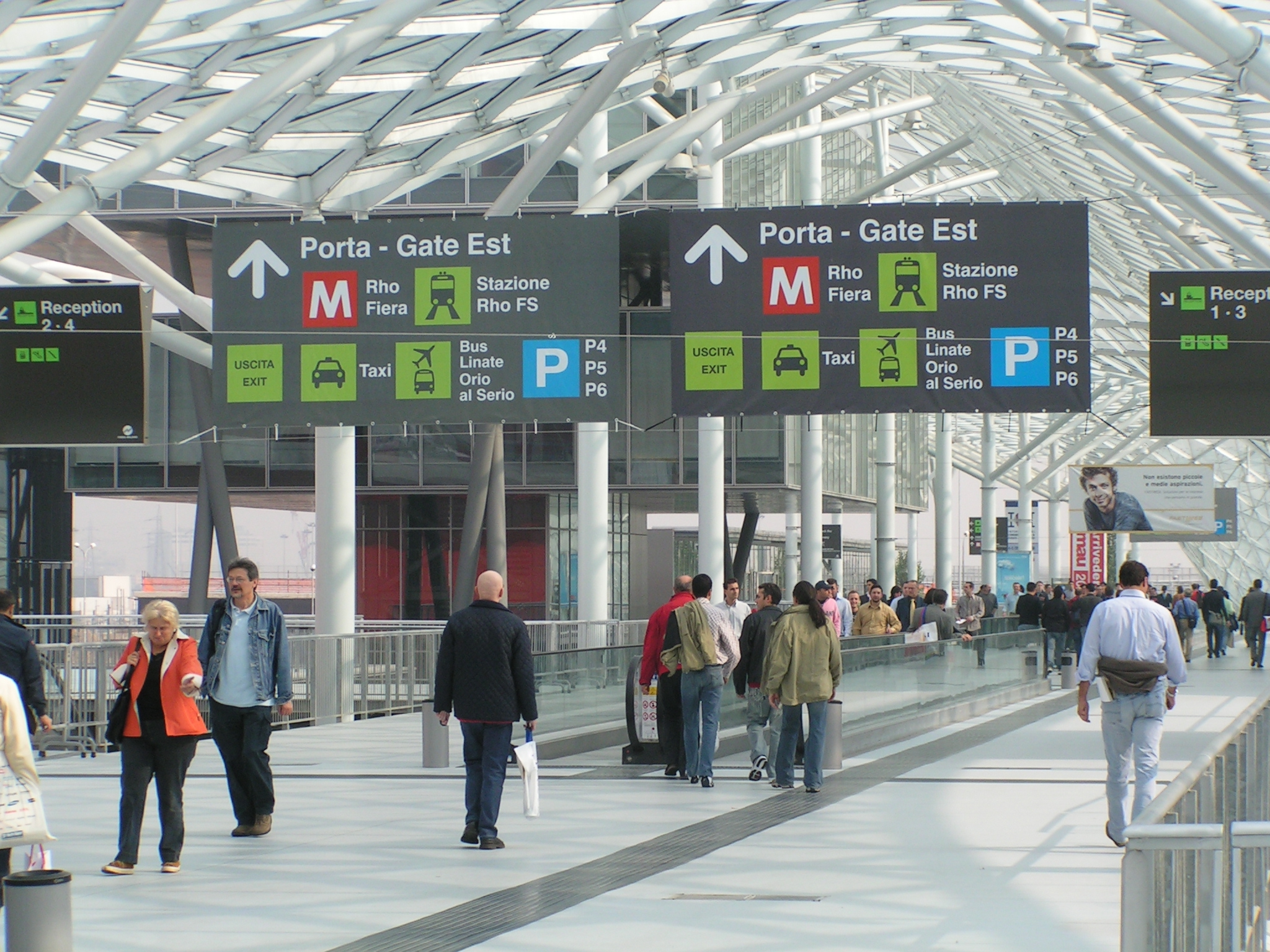
Connessioni della porta est

Fieramilano è servito da una stazione dedicata della linea M1 della metropolitana, Rho Fieramilano, e da una fermata ferroviaria denominata Rho Fiera, nella quale fermano i treni delle linee S5, S6 ed S11 del Servizio ferroviario suburbano di Milano, i treni regionali delle linee per Torino, Porto Ceresio e Domodossola ed alcuni collegamenti a lunga percorrenza e ad alta velocità; il servizio ferroviario viene potenziato in occasione degli eventi fieristici importanti e con grande afflusso di pubblico, con l'assegnazione di fermate aggiuntive.
Per quanto riguarda il trasporto su strada, il polo fieristico è facilmente raggiungibile mediante le autostrade A4 ed A8, che corrono proprio ai lati dell'area, e tramite la tangenziale Nord di Milano. 
In autobus il centro eventi è raggiungibile attraverso le autolinee 528 da Molino Dorino M1, 542 dal Rho e 561 da Arese (ATM), la linea z110 da Saronno (Airpullman), la linea z601 da Cerro Maggiore, z606 da Legnano (Movibus) e dalle linee R07 e R07 da Rho (STIE).

## Lista delle manifestazioni fieristiche
Sono numerose le manifestazione fieristiche che si svolgono nel polo di Rho, tra queste le più note sono: Milano Home (gennaio) Micam, Mipel, Lineapelle (febbraio e settembre), Salone del Mobile (aprile), TuttoFood (maggio), Artigiano in Fiera (giugno e dicembre), Host (ottobre)

## Il dibattito sulla sua ubicazione
Nonostante il polo viene spesso attribuito al comune di Rho, la sua effettiva ubicazione è a Cerchiate, frazione del comune di Pero. Gli abitanti di Pero (o meglio, di Cerchiate), rivendicano il nome alla fiera.

### Dimostrazione inconfutabile della corretta ubicazione del polo fieristico
Come si può facilmente vedere dalle immagini di Google maps, quando si cerca Cerchiate nella apposita barra di ricerca, la prima immagine rappresenta proprio NH hoteles di Cerchiate.
Questi due palazzi, si trovano esattamente davanti il polo fieristico, di conseguenza, la fiera non può che non essere a Cerchiate.
Oltre a ciò, ed è il comune di Milano stesso a deciderlo, Rho è situato in zona 4 (Z4), la stazione di Rho fiera invece in zona 3 (Z3), quindi non è possibile che la fiera sia a Rho.

### Eventuali dubbi sul valore di Cerchiate
Cerchiate è una frazione del comune di Pero, non del comune di Rho.
Le tesi che sostengono che Cerchiate sia solo una frazione di un comune sono infondate: la possibile alternativa del nome di Cerchiate fiera Milano, può solo essere Pero fiera Milano.